# Orbis Provinciarum
Orbis Provinciarum war eine populärwissenschaftliche, archäologisch-kulturgeschichtlich ausgerichtete Sachbuchreihe des Verlages Philipp von Zabern, die darauf angelegt war, die Gesamtheit der antiken römischen Welt mit je einem jeder römischen Provinz gewidmeten Band sowie einem Einleitungs- und Überblicksband darzustellen.
Den Schwerpunkt bildete dabei „nicht so sehr der historische Ablauf oder politische und militärische Ereignisse […], sondern die Schilderung des Lebens und des Alltags der Menschen in römischer Zeit, so wie sich diese nach unseren heutigen Erkenntnissen vor allem auch aus der materiellen Hinterlassenschaft rekonstruieren lassen“.
In den Jahren 1999 bis 2009 erschienen 10 Bände. Die Reihe erschien im Rahmen von Zaberns Bildbänden zur Archäologie und wurde herausgegeben von Tilmann Bechert, Rudolf Fellmann, Margot Klee und Annette Nünnerich-Asmus.

## Bände
- Tilmann Bechert: Die Provinzen des Römischen Reiches. Einführung und Überblick. 1999.
- Thomas Fischer: Noricum. 2002.
- Christian Marek: Pontus et Bithynia. Die römischen Provinzen im Norden Kleinasiens. 2003.
- Hartwin Brandt, Frank Kolb: Lycia et Pamphylia. Eine römische Provinz im Südwesten Kleinasiens. 2005.
- Nicolae Gudea, Thomas Lobüscher: Dacia. Eine römische Provinz zwischen Karpaten und Schwarzem Meer. 2006.
- Tilmann Bechert: Germania Inferior. Eine Provinz an der Nordgrenze des Römischen Reiches. 2007.
- Miroslava Mirković: Moesia Superior. Eine Provinz an der mittleren Donau. 2007.
- Rumen T. Ivanov: Thracia. Eine römische Provinz auf der Balkanhalbinsel. 2008.
- Pierre Gros: Gallia Narbonensis. Eine römische Provinz in Südfrankreich. 2008.
- Mirjana Sanader: Dalmatia. Eine römische Provinz an der Adria. 2009.

Auch Günther Hölbls Altägypten im Römischen Reich war ursprünglich zur Aufnahme in diese Reihe vorgesehen.
Seitdem erscheinen in den Bildbänden zur Archäologie weitere Bände in ähnlicher Aufmachung zu einzelnen römischen Provinzen und Regionen, so beispielsweise:
- Xavier Deru: Die Römer an Maas und Mosel. 2010.
- Michael Zahrnt: Die Römer im Land Alexanders des Grossen. Geschichte der Provinzen Macedonia und Epirus. 2010.
- Tilmann Bechert: Kreta in römischer Zeit. 2011.
- Alain Ferdière: Gallia Lugdunensis. Eine römische Provinz im Herzen Frankreichs. 2011.
- Cinzia Vismara, Philippe Pergola, Rossana Martorelli et al.: Sardinien und Korsika in römischer Zeit. 2011.
- Alain Bouet: Aquitanien in römischer Zeit. 2015.